# Нарциса Малфой
Нарциса Малфой е героиня от поредицата Хари Потър на Дж. К. Роулинг. Майка на Драко Малфой и жена на Луциус Малфой. Тя е сестра на Белатрикс Лестранж и Андромеда Тонкс. Братовчедка е на Сириус и Регулус Блек. Нейна племенница е Нимфадора Тонкс.
Подобно на Луциус, Нарциса е смъртножадна. Красива е, но ако е ядосана или раздразнена, лицето ѝ погрознява.
Нарциса много обича сина си Драко. Когато Волдемор нарежда на малкия Малфой да убие Албус Дъмбълдор, Нарциса и Сивиръс Снейп изпълняват Нерушимата клетва. По този начин Нарциса задължава Сивиръс да предпази Драко, дори с цената на живота си. В седмата част Волдемор праща нея, за да провери дали Хари е мъртъв след смъртоносното проклятие нанесено му от Черния Лорд, но тя разбира, че е жив и го пита дали сина ѝ е добре. След като Хари ѝ казва, че Драко е добре, и е в безопасност Нарцисa лъже Черния лорд, че Хари е мъртъв. В началото Нарциса била на страната на добрите, но след като се оженила за Луциус Малфой сменила страните.
В интервю Джоан Роулинг казва, че замисляла семейство Малфой да е семейство на страната на Хари, но след това си сменила мнението си. Нарциса всъщност е доста раздвоен герой.
Във филмите за Хари Потър, Нарциса Малфой се играе от Хелън Маккрори (първоначално е замислено да изиграе Белатрикс Лестранж).